# Raza Island
Raza Island är en ö i Kanada.   Den ligger i provinsen British Columbia, i den sydvästra delen av landet, 3 700 km väster om huvudstaden Ottawa. Arean är 17,5 kvadratkilometer.
Terrängen på Raza Island är kuperad. Öns högsta punkt är 903 meter över havet. Den sträcker sig 5,9 kilometer i nord-sydlig riktning, och 5,3 kilometer i öst-västlig riktning.
Trakten runt Raza Island är nära nog obefolkad, med mindre än två invånare per kvadratkilometer.